# Adolfshausen
Adolfshausen ist ein Ortsteil der Gemeinde Blender in der niedersächsischen Samtgemeinde Thedinghausen im Landkreis Verden. Der Ort liegt 3 km südwestlich vom Kernort Blender. 